# (38237) Roche
(38237) Roche ist ein Asteroid des Hauptgürtels, der am 16. Juli 1999 am Pises-Observatorium im Nationalpark Cevennen (IAU-Code 122) entdeckt wurde. Erste Sichtungen des Asteroiden hatte es vorher schon am 23. März 1980 unter der vorläufigen Bezeichnung 1980 FS8 am La-Silla-Observatorium der Europäischen Südsternwarte in Chile sowie am 7. und 8. Dezember 1997 im Rahmen der OCA-DLR Asteroid Survey gegeben.
Der Asteroid gehört zur Nysa-Gruppe, einer nach (44) Nysa benannten Gruppe von Asteroiden, die auch als Hertha-Familie bekannt ist (nach (135) Hertha).
(38237) Roche wurde am 23. Mai 2005 nach dem französischen Astronomen und Mathematiker Édouard Albert Roche (1820–1883) benannt, der vor allem durch seine Arbeiten im Bereich der Himmelsmechanik bekannt wurde.